# Fundación Caja de Burgos
La Fundación Caja de Burgos es una fundación bancaria en la que se transformó la extinta Caja de Ahorros Municipal de Burgos, una caja de ahorros española con sede en la ciudad de Burgos que operaba bajo el nombre comercial "Caja de Burgos". La actividad de la fundación consiste en el mantenimiento del patrimonio cultural y la obra social que anteriormente desarrollaba la caja.
En 2010, integró su negocio financiero junto con los de Caja Navarra, Cajasol y CajaCanarias en el SIP Banca Cívica, el cual fue absorbido por CaixaBank el 3 de agosto de 2012. Como consecuencia de perder su negocio financiero, Caja de Burgos tuvo que convertirse en una fundación.
El 5 de julio de 2013, la fundación de carácter especial Caja de Burgos fue inscrita en el Registro de Fundaciones de Castilla y León.
El 15 de mayo de 2014, el Patronato de la Fundación Caja de Burgos aprobó la transformación en fundación bancaria, tal y como establece la Ley de Cajas de Ahorro y Fundaciones Bancarias para aquellas entidades que mantienen una participación en un banco que les permite nombrar o destituir algún miembro de su órgano de administración.
Como consecuencia de la absorción de Banca Cívica por CaixaBank, la entidad se convirtió en accionista de Caixabank con un 0,7% del capital. A 31 de diciembre de 2023, la fundación tenía un 0,09% de CaixaBank y un 9,99% de Arquia Bank. Dado que la fundación mantiene el derecho de designar un miembro de Arquia Bank, cumple con la definición de fundación bancaria de la Ley 26/2013, de 27 de diciembre, de cajas de ahorros y fundaciones bancarias.

## Historia

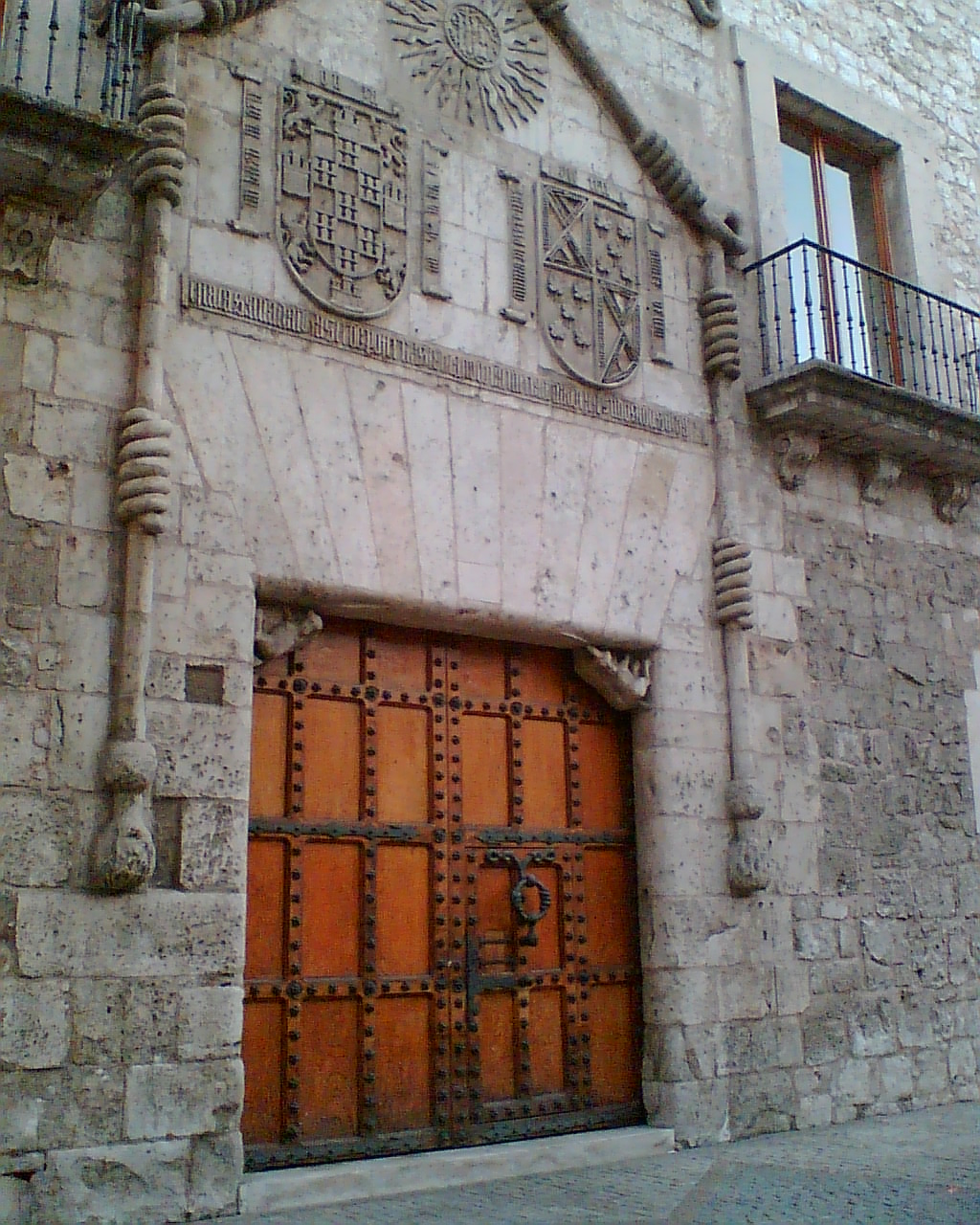
Casa del Cordón, antigua sede de Caja de Burgos en Burgos.

El 6 de mayo de 1925, en sesión celebrada de la Comisión Permanente del Excmo. Ayuntamiento de la ciudad, presidida por el alcalde Jesús María Ordoño y Vélez de Elorriaga, impulsor de la idea, y con asistencia de los concejales, José María de la Puente, Pedro Díez Montero, marqués de Fuente Pelayo, Miguel Arasti, Guillermo Santa María Cardiel, y Emilio Fernández, se presenta la proposición -de estudio y proyecto si procede-, de creación de una Caja de Ahorros Municipal y Estatuto de la misma.
Por acuerdo del pleno del Ayuntamiento de 31 de octubre de 1925 se crea formalmente la Caja de Ahorros Municipal, comenzando a funcionar operativamente el 11 de junio de 1926, siendo presidido el primer consejo de administración, por el alcalde Ricardo Amézaga Sáiz, que fue el primer impositor, y como vocales en representación de la vecindad, Jesús María Ordoño y Vélez de Elorriaga, Ricardo Díaz-Oyuelos, Pedro Fernández y Perfecto Ruiz Dorronsoro. Al día de su inauguración disponía de un pasivo de 1 878 000 de pesetas procedente de las 1 211 libretas de ahorro existentes. La oficina principal y única, se instaló en la planta baja del Consistorio burgalés ocupando las antiguas dependencias de la Guardia Municipal.
El 15 de enero de 1958 el Ayuntamiento burgalés acuerda conceder la Medalla de oro de la Ciudad, a la Caja de Ahorros Municipal.
Era la tercera caja de Castilla y León y la 25 de España por volumen de activos. Contaba con 195 oficinas, distribuidas mayoritariamente en las provincias de Burgos (139), Madrid (18) y Valladolid (10 oficinas). Pero también otras se ubican en Álava, Ávila, Cantabria, Guadalajara, La Rioja, León, Navarra, Palencia, Salamanca, Segovia, Toledo, Vizcaya y Zaragoza.
La cartera de participaciones del Grupo Caja de Burgos estaba compuesta por 141 empresas, con un volumen de inversión de 471 millones de euros.
En 2009, la Junta de Castilla y León impulsó la fusión de todas las cajas de ahorro con sede social en la comunidad autónoma. Las negociaciones más avanzadas por Caja de Burgos se mantuvieron en noviembre de 2009 para una posible fusión con Caja España y Caja Duero, pero finalmente el consejo de administración de la caja dio marcha atrás.

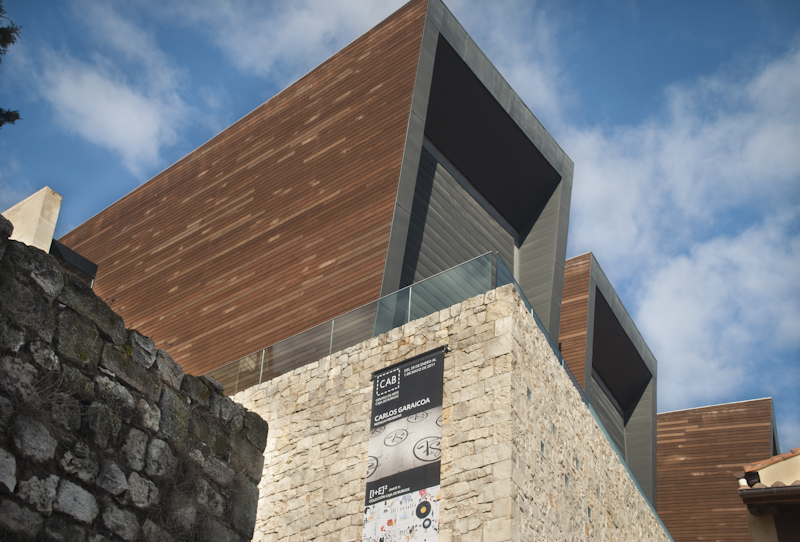
Centro de Arte Caja de Burgos (CAB), en Burgos.

### Banca Cívica
En 2010, se integró mediante el mecanismo legal denominado Sistema Institucional de Protección (SIP), también llamada "fusión fría", en Banca Cívica, en calidad de fundadora. Esta entidad acordó tener su sede en Madrid, y agrupa determinados servicios mientras que cada caja conserva su personalidad, marca y obra social. Banca Cívica se creó inicialmente por la integración de Caja de Burgos, de CajaCanarias y de Caja Navarra
y posteriormente se añadió Cajasol.
Inicialmente, Caja de Burgos tenía el 20,5% del capital social de Banca Cívica.
Tras la salida a bolsa del nuevo banco, Caja de Burgos se quedó con el 11,3%.
Banca Cívica anunció su absorción por CaixaBank el 23 de marzo de 2012.
El 26 de marzo de 2012, CaixaBank aprobó la integración con Banca Cívica. Según se manifestó, la operación conformaría la entidad líder en el mercado español, con más de 14 millones de clientes y unos activos de 342.000 millones de euros y se expresó que la integración no requería ayudas públicas, ni tenía ningún coste para el resto del sector financiero. Las cajas de ahorros con participación en el capital de Banca Cívica se convertirían en accionistas de CaixaBank con un 3,4% del capital, (Caja Navarra (1,0%), Cajasol (1,0%), CajaCanarias (0,7%) y Caja de Burgos (0,7%)).
El 26 de junio de 2012, CaixaBank y Banca Cívica celebraron sendas junta general de accionistas de carácter extraordinario para aprobar la fusión por absorción de Banca Cívica por CaixaBank.
El 3 de agosto de 2012, tuvo lugar la inscripción de la escritura de la fusión en el Registro Mercantil, produciéndose con ello la fusión por absorción de Banca Cívica por CaixaBank y la extinción de la primera.
CaixaBank decidió mantener el nombre "Caja de Burgos" junto al logotipo de la entidad catalana en las oficinas situadas en la provincia de Burgos. Posteriormente, desapareció y pasó a usarse únicamente la marca "CaixaBank".

### Transformación en fundación
Como consecuencia de la integración de Banca Cívica en CaixaBank, Caja de Burgos perdió su negocio financiero y se tuvo que convertir en una fundación.
El 18 de abril de 2013, la Junta de Castilla y León autorizó la transformación de Caja Burgos en una 'fundación de carácter especial' después de la renuncia por parte de ésta de su condición de entidad de crédito.
El 5 de julio de 2013, la fundación de carácter especial Caja de Burgos fue inscrita en el Registro de Fundaciones de Castilla y León.
El 15 de mayo de 2014, el Patronato de la Fundación Caja de Burgos aprobó la transformación en fundación bancaria, tal y como establece la Ley de Cajas de Ahorro y Fundaciones Bancarias para aquellas entidades que mantienen una participación en un banco que les permite nombrar o destituir algún miembro de su órgano de administración.
En marzo de 2021, la fundación, tras varios años compartiendo sede con las oficinas centrales de CaixaBank en la histórica Casa del Cordón, se trasladó al edificio Nexo, situado justo al lado del histórico palacio.
El 24 de marzo de 2021, el Patronato aprobó realizar una inversión en Arquia Bank, S.A. para adquirir el 10 % de su capital. En diciembre de 2021, se procedió a la ejecución parcial de la inversión y a 31 de diciembre de 2021, la fundación poseía un 5,38 % del capital social de dicho banco. A 31 de diciembre de 2022, poseía el 10 % de Arquia Bank; y a 31 de diciembre de 2023, el 9,99 %.